# Øystein Lønn
Øystein Lønn (* 12. April 1936 in Kristiansand; † 10. Januar 2022) war ein norwegischer Journalist und Schriftsteller, der für die Erzählungssammlungen Thranes metode og andre noveller 1993 den Kritikerprisen und für Hva skal vi gjøre i dag og andre noveller 1996 den Literaturpreis des Nordischen Rates erhielt.

## Leben
Lønn gab sein schriftstellerisches Debüt 1966 mit Prosesjonen, einer vom Existentialismus und von Ernest Hemingway beeinflussten Sammlung von Erzählungen. Dabei war sein Erzählstil neutral und von „offenen“ Texten geprägt, die Rätsel ohne beschriebene Lösungen enthielten. Die nachfolgenden Bücher Kontinentene (1967), der Zukunftsroman Arkeologene (1971) sowie der Erzählband Historie (1973) sind gesellschaftskritische Texte in einer experimentellen Form. Bei dem 1975 veröffentlichten Hirtshals Hirtshals handelt es sich um ein Hauptwerk der norwegischen Prosa der 1970er Jahre und vermittelte eine fragmentierte Wirklichkeit in einer entsprechenden Form.
Mit Veien til Cordoba (1981) begann Lønn eine neue schriftstellerische Phase, in der er soziale und psychologische Motive weniger realistisch behandelte und häufig mit Elementen des Kriminalromans verband. In Tom Rebers siste retrett (1988), dem Porträt eines in Konkurs gegangenen Reeders, ist die Kunst seiner Anspielungen am stärksten ausgeprägt. Thomas Ribes femte sak (1991) kommt einem Kriminalroman am nächsten, wobei der titelgebende Ermittler schließlich ums Leben kommt – wobei offenbleibt, warum und von wem. 1992 wurde er mit dem Doblougpreis ausgezeichnet.
Für die darauf folgenden Erzählungssammlungen Thranes metode og andre noveller (1993) erhielt er 1993 den Kritikerprisen und für Hva skal vi gjøre i dag og andre noveller (1995) 1996 den Literaturpreis des Nordischen Rates. Beide Sammlungen waren von einem Minimalismus gekennzeichnet, der die norwegische Prosaliteratur der anschließenden Jahren maßgeblich beeinflusste.
In seinem Roman Maren Gripes nødvendige ritualer (1999) verlegte er den Ort der Handlung auf eine Inselgemeinde im Südwesten Norwegens. Mit Ifølge Sofia veröffentlichte er 2001 den ersten Band einer Trilogie, die mit Simens stormer (2003) fortgesetzt wurde und mit Etter Sofia (2010) ihren Abschluss fand. In dieser Trilogie zeigte sich Lønn hier von seiner besten Seite.
Dazwischen erschien 2006 Plutselig landligge, eine unverwechselbare „literarische Novelle“, deren Texte einen weiten Lebensraum zwischen Menschen darstellten und erkundeten und sich in einer Landschaft bewegten, wobei offenblieb, ob dies im Traum oder in der Wirklichkeit geschah.

## Veröffentlichungen
in deutscher Sprache
- Projekt Lindesnes (Originaltitel Bjanders reise), ISBN 3-926099-01-1, 1987
- Reber (Originaltitel Tom Rebers siste retrett), ISBN 3-926099-14-3, 1989
- Thomas Ribes fünfter Fall (Originaltitel Thomas Ribes femte sak), ISBN 3-926099-24-0, 1994
- Maren Gripes notwendige Rituale (Originaltitel Maren Gripes nødvendige ritualer), ISBN 3-8270-0363-6, 2001